# Anton Hykisch

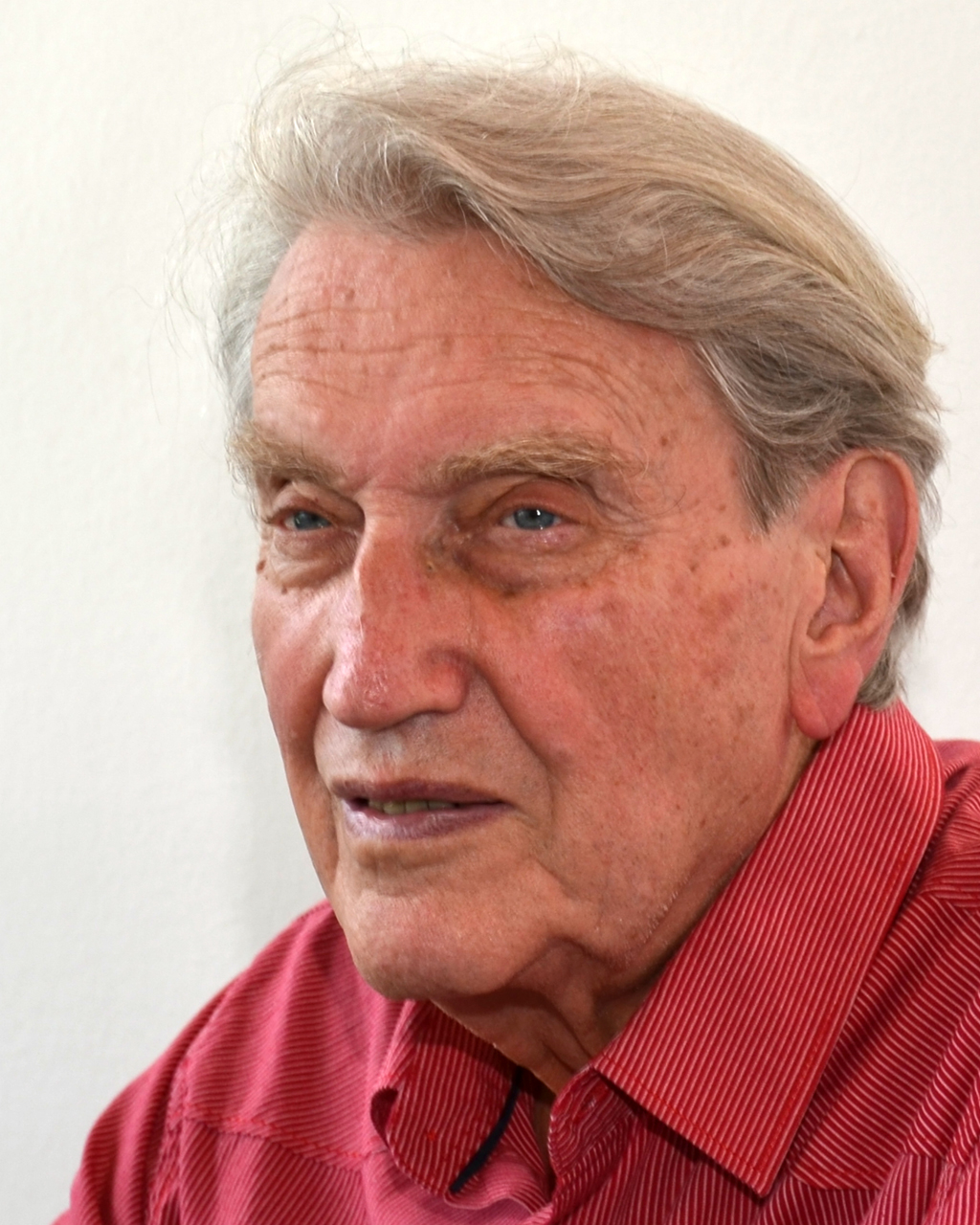
Anton Hykisch, 2017

Anton Hykisch (* 23. Februar 1932 in Banská Stiavnica; † 17. Juli 2024 in Bratislava) war ein slowakischer Schriftsteller. Er war auch Abgeordneter und Botschafter des Landes.

## Leben
Er studierte in Bratislava und war danach als Diplomingenieur tätig. Hykisch wandte sich der Schriftstellerei zu und gehörte zu den als Generation von 1956 bezeichneten Schriftstellern, die sich vom sozialistischen Realismus unterschieden und gesellschaftskritische Ansätze verfolgten. Eine erste Veröffentlichung erfolgte 1961 (Sen vchádza do stanice, deutsch Der Traum betritt den Bahnhof). Es folgten Stretol som ťa (Ich traf dich (1963)), Naďa (Nadja (1964)), Námestie v Mähringu (Der Platz in Mähring (1965))
Zwischen 1962 und 1969 arbeitete er als Redakteur für den Slowakischen Rundfunk. Nach der Niederschlagung des Prager Frühlings 1968 verlor er seine Anstellung und durfte einige Jahre nicht veröffentlichen. Er arbeitete in der Bibliothek der Slowakischen Akademie der Wissenschaften und in anderen Einrichtungen. Ab 1988 war er in einem Verlag tätig und war zuletzt Verlagsleiter.
Ab 1977 konnte er wieder publizieren. In diesem Jahr veröffentlichte er den Historienroman Čas majstrov (Die Zeit der Meister (1977)), es folgten Vzťahy (Beziehungen (1978)), Dobre utajený mozog (Gut verheimlichtes Gehirn (1979)), Túžba (Die Sehnsucht (1980)) und erneut ein Historienroman mit Milujte kráľovnú (Es lebe die Königin (1984)) sowie Atómové leto (Atomsommer (1988)) und Obrana tajomstiev (Die Verteidigung der Geheimnisse (1990))
Nach der politischen Wende war er 1990 bis 1992 Mitglied des Nationalrates der Slowakischen Republik für die Christlich Demokratische Bewegung. Danach war er bis 1997 der erste Botschafter seines Landes in Kanada. Nach seiner Rückkehr veröffentlichte er wieder mehrere Bücher, darunter eins über Leben und Zeit Maria Theresias und Erinnerungen an die politische Umbruchphase 1990–1992.
Insgesamt umfasst sein Werk Prosa, Essays, Sach- und Fachbücher, Drehbücher und Hörspiele. Hinzu kommt ein Drama und ein Kinderbuch. Einige Werke von ihm wurden in verschiedene Sprachen darunter auch ins Deutsche übersetzt.